# Jørn Palsten
Jørn Palsten Nielsen (født 13. marts 1943 i Bjerringbro) er en tidligere dansk sprinterløber, som løb for Randers Freja.
Jørn Palsten startede atletikkarrieren i Bjerringbro KFUM, hvor han vandt sine første danske ungdomsmesterskaber. Han blev hentet til Randers Freja, hvor det blev til flere ungdoms- og seniormesterskaber samt danske rekorder på 100 og 200 meter distancerne, derudover et stort antal gange på atletiklandsholdet, igennem flere år som landsholdets kaptajn.
Jørn Palsten kom som ung i lære, først i sin fars korn og foderstof-virksomhed, Bjerringbro Mølle. Han tog en HH-eksamen i Randers, og herefter startede han en international erhvervskarriere. Han arbejdede dels i London, dels i Hamborg, hvor han beskæftigede sig med international handel af korn og foderstoffer, bl.a på London og Hamborgs kornbørser. I 1968 vendte han hjem og kom til A/S Scanlace i Viborg. Han har derefter haft topstillinger i bl.a. Royal Copenhagen, KEW Industri i Hadsund og 2E Ellgaard Equipment A/S i Rødkærsbro.
Jørn Palsten har gennem årene været: Bestyrelsesmedlem i Dansk Selskab for Virksomhedsledelse, bestyrelsesformand i Dansk Flaskegenbrug A/S, bestyrelsesformand i Holmia A/S, bestyrelsesmedlem i Fédération Européenne du Verre d`Emballage, bestyrelsesformand i Skandinavisk PET emballage A/S, præsident i European Glass Manufacturers, vicepræsident i Cleaning Power Association.

## Danske mesterskaber i atletik
- Guld 1964 100 meter 10,7
- Guld 1964 200 meter 21,8
- Guld 1961 200 meter 21,3 (DR).
- Sølv 1961 100 meter 10,7

## Personlige rekorder
- 100 meter: 10,5 Randers Stadion 20. juni 1965
- 200 meter: 21,3 Århus Stadion 13. august 1961 /21.0w 12.07.64
- 300 meter: 34,2 Frederiksberg Stadion 2. september 1961
- 400 meter: 48,4 Århus Stadion 20. juni 1964